# Jōetsu
Jōetsu (上越市?, Jōetsu-shi) è una città giapponese della prefettura di Niigata.